# ماثيو ديبوتشي
ماثيو ديبوتشي (بالفرنسية: Mathieu Debuchy)‏ (مواليد 28 يوليو 1985 في فريتين - فرنسا) لاعب كرة قدم فرنسي سابق في كان يلعب في مركز الظهير الأيمن.

## سيرة اللاعب

### ليل
بعد أن أمضى عشر سنوات في فئات الشباب لنادي ليل، تمت ترقيته إلى الفريق الأول بعد العطلة الشتوية للموسم 2003-04. أعطي ديبوتشي القميص رقم 33 وكانت مباراته الأولى في 31 يناير عام 2004 في مباراة الدوري ضد ميتز.
قام ديبوتشي بتمديد عقده في 28 فبراير 2011، العقد الذي يربطه مع النادي حتى عام 2015.
كان لديبوتشي دور فعال في النهوض بالفريق للوصول إلى المباراة النهائية لكأس فرنسا. في المباراة النهائية، لعب المباراة بأكملها حيث هزم ليل باريس سان جيرمان 1-0 على استاد فرنسا.
بعدها أسبوع، انتزع ليل بطولة الدوري الفرنسي بعد التعادل 2-2 مع مضيفه باريس سان جيرمان، ديبوتشي قام بعرضية إلى موسى سو الذي احرز الهدف الثاني لليل.
النتيجة تعني أن اللاعبين قد حققوا أول بطولة دوري للنادي منذ موسم 1953-1954 وأول ثنائية للنادي منذ موسم 1945-1946.
ووصف مدرب ليل رودي غارسيا ديبوتشي كمدافع يلعب بشكل هجومي فعال عالية وأيضا دقيق جدا في الواجبات الدفاعية وانه يمنح الثقة للفريق"

### نيوكاسل يونايتد
انتقل ديبوتشي إلى النادي الإنجليزي نيوكاسل يونايتد يوم 4 يناير عام 2013، وقام بتوقيع عقد لمدة خمسة أعوام ونصف العام حتى صيف عام 2018، لمبلغ لم يكشف عنه، ورد أنه 5,5 مليون £.
لعب لأول مرة مع نيوكاسل في 12 يناير 2013 ضد نوريتش سيتي.
وسجل أول هدف له في ديربي نيوكاسل ضد سندرلاند في ملعب النور في 27 أكتوبر 2013.

## روابط خارجية
- ماثيو ديبوتشي على موقع الاتحاد الدولي (مؤرشف)  (الإنجليزية)
- ماثيو ديبوتشي على موقع الاتحاد الأوربي (الإنجليزية)
- ماثيو ديبوتشي على موقع رابطة كرة القدم الفرنسية للمحترفين (الإنجليزية)
- ماثيو ديبوتشي على موقع إي إس بي إن إف سي (الإنجليزية)
- ماثيو ديبوتشي على موقع قاعدة بيانات كرة القدم.إي يو (الإنجليزية)
- ماثيو ديبوتشي على موقع ليكيب (الفرنسية)
- ماثيو ديبوتشي على موقع ناشيونال فوتبول تيمز (الإنجليزية)
- ماثيو ديبوتشي على موقع Soccerbase.com (لاعب) (الإنجليزية)
- ماثيو ديبوتشي على موقع Soccerway.com (الإنجليزية)
- ماثيو ديبوتشي على موقع عالم كرة القدم.نت (الإنجليزية)